# 崔埜
崔埜（又名崔野）是小说《水浒传》的人，他是田虎麾下头领，与梁山军交战中投降宋江。他的結局在一百二十回的繁本及一百十五回的简本則有分別，繁本他被王慶部下縻貹殺害，而在简本中他則成為少數幸存的河北降將，最終與朱仝及唐斌官至太平軍節度使。

## 繁本水滸中的崔埜
繁本水滸中的崔埜原為高麗人氏，绿林好汉，后來流落抱犢山，與唐斌、文仲容聚義。
時宋江征田虎，欲謀壺關，得其降獻計，遂克壺關。
征王慶時，与縻貹交戰时被砍死。

## 簡本水滸中的崔埜
簡本水滸中的崔埜，綽號為移山力士，使一条混铁枪，有万夫不当之勇，回雁嶺第三位頭領。與撼山力士文仲容、拔山力士唐斌及劈山力士乜恭聚義。
後來宋江征田虎時，河北降將盛本為其所敗，遂投降盧俊義，並向宋江回報此事。關勝得知唐斌乃回雁嶺頭领後就將其說降，文仲容、乜恭及崔埜亦隨唐斌投降宋江。
崔埜隨宋江征王慶及方腊，成為少數幸存的河北降將，回歸朝廷后被封為蘇州兵馬都監。後來他與朱仝及唐斌隨刘光世破了大金，做了太平军节度使。